# Грёнвалл, Свен
Свен Бертель Грёнвалл (швед. Sven Bertel Grönvall; 10 апреля 1908, Гельсингфорс, Великое княжество Финляндское — 20 марта 1975, Кауниайнен, Финляндия) — шведско-финский художник, профессор.

## Биография
В 1931 году учился в Школе искусства и дизайна. С 1932 по 1934 год обучался в Финской школе искусств. Первая выставка состоялась в 1933 году.
Создавал пейзажи послевоенного времени. В 1966 году Грёнвалл получил высшую государственную награду для деятелей искусств — медаль «Pro Finlandia». Был участником клуба художников «Киила».